# Jésus Reyes
Jesús Ángel Reyes (El popular reyito) (Maracaibo, Venezuela 1911-Maracaibo, 1966), se trata de una denominación de sus admiradores de la época; Músico, compositor, guitarrista y poeta. Creador de obras musicales como “Maracaibo en la Noche” Hugo. 1993: Introducción al CD. "Venezuela. Un Clásico Inmortal". Anes Record. Caracas – Venezuela.